# ريمون فان دي هير
ريمون فان دي هير (بالهولندية: Remon van de Hare) مواليد 23 مايو 1982 في أمستردام، هو لاعب كرة سلة هولندي سابق. بدأ مسيرته الاحترافية في سنة 2000. تم اختياره من قبل فريق تورونتو رابتورز خلال الدرافت. اعتزل اللعب في 2009.

## المسيرة الاحترافية
لعب مع نادي برشلونة لكرة السلة في الدوري الإسباني من سنة 2000 إلى 2005، ثم لعب مع نادي أوليمبيا لكرة السلة في موسم 2005–2006، ثم لعب مع أيل ليماسول في موسم 2006–2007.

## روابط خارجية
- ريمون فان دي هير على موقع الاتحاد الدولي لكرة السلة (الإنجليزية)
- ريمون فان دي هير على موقع الدوري الأوروبي لكرة السلة (الإنجليزية)
- ريمون فان دي هير على موقع سبورتس رفرنس (الإنجليزية)
- ريمون فان دي هير على موقع الدوري الإسباني لكرة السلة (الإسبانية)
- ريمون فان دي هير على موقع كرة السلة الأوروبية.كوم (الإنجليزية)
- ريمون فان دي هير على موقع ريلجم (الإنجليزية)
- ريمون فان دي هير على موقع بروبوليرز (الإنجليزية)
- ريمون فان دي هير على موقع سبورتس رفرنس (الإنجليزية)